# Blood and Honey
Blood and Honey ist ein Lied von Amanda Lear aus dem Jahr 1976, das von ihr und Anthony Monn geschrieben wurde. Es erschien auf ihrem ersten Studioalbum, I Am a Photograph.

## Geschichte
Der Liedtext, geschrieben von Amanda selbst, wurde von Salvador Dalís Gemälde La miel es más dulce que la sangre inspiriert. Die Musik und Produktion sind von Anthony Monn. Das Lied erhielt eine positive Rezension von Billboard.
1998 hat Lear eine neue Version des Liedes veröffentlicht auf ihrem Album Back in Your Arms.

## Musikvideo
Das originale Musikvideo wurde für die Fernsehmusiksendung Musikladen gemacht, unter der Regie von Michael Leckebusch. Das Video war 2012 auf der 3-DVD-Box Das beste aus dem Musikladen Vol. 1 enthalten.

## Charts und Chartplatzierungen
| ChartsChartplatzierungen | Höchstplatzierung | Wochen |
| ------------------------ | ----------------- | ------ |
| Deutschland (GfK)        | 12 (26 Wo.)       | 26     |

| ChartsJahrescharts (1977) | Platzierung |
| ------------------------- | ----------- |
| Deutschland (GfK)         | 37          |

## Coverversionen
- 1985: Fancy
- 2006: Pedro Marín